# Дитерихс, Егор Иванович
Егор (Георг) Иванович Дитерихс (1779—1852) — российский военнослужащий, генерал-лейтенант, участник Кавказской войны.

## Биография
Сын пастора Эстляндской губернии, воспитывался в доме родителей.
В 1795 году он поступил на службу фурьером в один из батальонов артиллерийского учебного флота и в 1799 году произведён в подпоручики.
В 1805 году, будучи в чине поручика 1-го артиллерийского полка, участвовал в походе в Шведскую Померанию.
В 1806 году он принимал участие в боевых действиях против французов, причём в сражении под Прейсиш-Эйлау ранен пулей в левую руку у плеча и за отличие в деле под Фридландом награждён орденом св. Анны 4-й степени. Также он участвовал в сражениях при Пултуске и Гейльсберге.
Во время русско-шведской войны в 1808 году, будучи в чине штабс-капитана, Дитерихс участвовал в походе на остров Готланд. По окончании войны переведён в 9-ю артиллерийскую бригаду, но в следующем году оказался в 14-й артиллерийской бригаде.
В 1811 году он был произведён в капитаны с назначением в 5-ю резервную артиллерийскую бригаду командиром понтонной № 6 роты и состоял командиром в Динабургском артиллерийском гарнизоне. В этой должности он участвовал в Отечественной войне 1812 года и последующих в 1813—1814 годах заграничных походах.
С 1817 по 1828 год командовал 28-й (в 1820 г. переименована в 25-ю) артиллерийской бригадой.
В 1830 году награждён орденом св. Анны 2-й степени.
В 1831 году Дитерихс был зачислен по полевой артиллерии и вскоре отправился в действующую армию «против польских мятежников по понтонной части», отличился при штурме Варшавских укреплений и был награждён польским Знаком отличия за военное достоинство (Virtuti Militari) 3-й степени. 3 декабря 1834 года Дитерихс был награждён орденом св. Георгия 4-й степени (№ 4969 по кавалерскому списку Григоровича — Степанова) «за двадцатипятилетнюю беспорочную службу в офицерских чинах».
В 1834 году он был назначен начальником артиллерийских гарнизонов Грузинского округа, а 3 марта следующего года произведён в генерал-майоры. На этой должности Дитерихс неоднократно принимал участие в походах против горцев и в 1839 году был награждён орденом св. Владимира 3-й степени.
В 1843 году Дитерихс получил последнее служебное назначение — непременным презусом комиссии военного суда, учреждённой при Санкт-Петербургском Ордонанс-гаузе (комендантском управлении) и в 1848 году произведён в генерал-лейтенанты.
Скончался 12 апреля 1852 года в Санкт-Петербурге, похоронен на Волковом лютеранском кладбище.
Его сыновья:
- Константин (1812—1874) — генерал-лейтенант, начальник артиллерии Варшавского военного округа.
- Давыд (1822—1891) — генерал-лейтенант, начальник артиллерии 4-го армейского корпуса.

Его братья:
- Иван (1772—1839) — артиллерист, генерал-лейтенант, начальник береговой и крепостной артиллерии Остзейских губерний.
- Христиан (род. 1774) — полковник, командир 7 артиллерийской бригады, участник Бородинского сражения и Заграничного похода.
- Давыд (1775—1812) — герой сражения при Прейсиш-Эйлау.
- Карл (1778—1831) — таможенный служащий.
- Андрей (1781—1843) — артиллерист, генерал-лейтенант, герой сражения при Фер-Шампенуазе, начальник Уральского горного округа.
- Александр (1783—1832) — артиллерист, генерал-майор, начальник артиллерийских гарнизонов Киевского округа.
- Яков (1792—1864) — участник Отечественной войны 1812 года, подполковник, командир фельдъегерского корпуса.